# Ingrid Koudela
Ingrid Koudela ou  Ingrid Dormien Koudela (São Paulo, 18 de março de 1948), filha de Geraldo Dormien e Marianne Dormien, é escritora, tradutora, encenadora e professora universitária brasileira, uma das figuras centrais no estudo da pedagogia e didática do teatro. É a principal introdutora do sistema de Jogos teatrais de Viola Spolin no Brasil, tendo traduzido suas obras para português.

## Formação
Em 1968 Ingrid Koudela ingressa como estudante na primeira turma do Departamento de Artes Cênicas da Escola de Comunicações e Artes (ECA) da Universidade de São Paulo (USP), concluindo sua graduação em 1971, como bacharel em Teatro - crítica e teoria e licenciatura em Arte dramática.
No ano de 1982 conclui o mestrado na mesma universidade, sob orientação de Sábato Magaldi, com a dissertação Jogos teatrais: um processo de criação no palco, em que tratou da arte-educação em abordagem essencialista, evidenciando que o valor educacional da arte está em sua natureza intrínseca, dispensando justificativas. Doutora em 1988, sob orientação de Jacó Guinsburg, também pela ECA-USP, defendeu tese intitulada A peça didática de Bertolt Brecht: um jogo de aprendizagem. Em 1997 defendeu sua tese de livre-docência, ECA-USP, com o título Texto e jogo: uma didática Brechtiana.

## Carreira
Em 1972 ingressa como professora no Departamento de Artes Cênicas da ECA-USP, colaborando com as aulas de teatro ministradas pela profa. Maria Alice Vergueiro. Atualmente é docente do Programa de Pós-Graduação em Artes cênicas, orientando pesquisas em nível de mestrado e doutorado.
Autora de vários livros sobre pedagogia do teatro, é uma das principais especialistas em teatro-educação, orientando vários estudos na área. Sua obra Jogos teatrais, desenvolvida a partir de sua dissertação, analisa alguns fundamentos dos jogos teatrais indagando-os a partir de pressupostos da construção do conhecimento inscritos na obra de Jean Piaget, a partir da qual Koudela busca comprovar que o teatro tem origens no jogo infantil, além de chamar a atenção para a potência do teatro nos desenvolvimentos intelectual, afetivo e social das crianças.
Ingrid é também uma das especialistas brasileiras da obra de Bertolt Brecht, tendo como foco principal de seu trabalho as peças didáticas do autor alemão. Coordenou o grupo de trabalho Pedagogia do Teatro e Teatro na Educação da Associação Brasileira de Pesquisa e Pós-Graduação em Artes Cênicas (ABRACE). No período de 2001 a 2002  foi consultora do Ministério da Educação na elaboração dos Parâmetros Curriculares Nacionais (PCN) dos cursos brasileiros de teatro. Como tradutora de literatura alemã, em 2005 foi uma das ganhadoras do 47º Prêmio Jabuti, pela tradução da obra Büchner: na pena e na cena, publicado pela Ed. Perspectiva. Ainda na categoria tradução, em 2017  também foi finalista com Lessing: obras, crítica e criação (Ed. Perspectiva). Já em 2016, foi uma das finalistas do 58º Prêmio Jabuti, desta vez na categoria Educação e Pedagogia, com a obra Léxico de pedagogia do teatro.

## Pedagogia do Teatro
Introdutora dos Jogos teatrais de Viola Spolin no Brasil, Ingrid Koudela assim expressa a importância de tais jogos na formação dos sujeitos:

Assim como aprendemos a calcular para estudar matemática, que nada mais é do que uma linguagem, os jogos teatrais facilitam a apreensão da linguagem teatral.

A obra de Spolin, trazida para o Brasil por Koudela, exerceu grande influência sobre o teatro para crianças no Brasil, em fins dos anos 1970. Foi a partir do contato com a obra de Spolin, que a educadora e pesquisadora brasileira desenvolveu, entre 1981 e 1982, um trabalho junto à Associação Paulista de Teatro para a Infância e Juventude colocando em prática as teorias de Spolin, por meio de oficinas de dramaturgia, cursos, mesas-redondas e  cursos para atores, que constituíam atividades pautadas na experimentação e na pesquisa. Koudela foi uma das precursoras dos estudos em Pedagogia do teatro no Brasil, delimitando a área como um campo de estudo e pesquisas na ECA, a primeira instituição brasileira a oferecer programas de pesquisa em torno da Pedagogia do teatro. Para a pesquisadora, sua atuação no ensino de primeiro e segundo grau, como professora de Arte dramática, foi determinante aos seus rumos acadêmicos, pois a partir dessa experiência na educação básica afirma que:
Nasce aqui uma nova paixão - o trabalho de educação e a necessidade de repensar o teatro, em função de objetivos pedagógicos. 
O Léxico de pedagogia do teatro, obra coordenada por Koudela junto a José Simões de Almeida Junior, é obra de escritura coletiva que envolveu autores brasileiros e portugueses em torno do objetivo de proporcionar uma perspectiva da multiplicidade de abordagens, formulações teóricas e procedimentos inscritos no campo do Teatro. Pautada no princípio da interdisciplinaridade, a obra contribui tanto para ampliar a visibilidade como delimitar discussões de interesse no campo da arte-educação, contribuindo com avanços para a área da Pedagogia do teatro.

## Publicações
Grande parte dos livros de Ingrid Koudela foi publicada pela Editora Perspectiva, principal editora de livros de teatro no Brasil. 
Obras publicadas pela editora: 
- 2016: Lessing: obras - J. Guinsburg e Ingrid D. Koudela (orgs.)[6]
- 2015: Léxico de pedagogia do teatro - Ingrid D. Koudela e José Simões de Almeida Junior (coord.)[15]
- 2003: Heiner Müller: o espanto no teatro - Ingrid D. Koudela (org.)[16]
- 2001: Brecht na pós-modernidade[17]
- 1996: Texto e jogo: uma didática brechtiana[18]
- 1992: Um vôo brechtiano[19]
- 1991: Brecht: um jogo de aprendizagem[20]
- 1984: Jogos teatrais[21][4]

## Traduções
- 2007: O jogo teatral na sala de aula, de Viola Spolin.[22]
- 2004: Büchner: na pena e na cena, de Karl Georg Büchner.[6]
- 2001: Jogos teatrais: o fichário de Viola Spolin, de Viola Spolin.[22]
- 1999: O jogo teatral no livro do diretor, de Viola Spolin.[4]
- 1979: Improvisação para o teatro, de Viola Spolin.[4]

## Prêmios, menções e homenagens
- 2018 - Homenagem, na Mesa de Afetos da 6ª edição do Congresso Internacional Sesc de Arte/Educação.[2]
- 2013 -  Menção honrosa no Prêmio Tese destaque USP, pela Tese Thomas Bernhard, o Struwwelpeter do teatro de língua alemã ou O fazedor de teatro e a sua dramaturgia do discurso e da provocação, do aluno Samir Signeu Porto de Oliveira, sob orientação da professora Ingrid Dormien Koudela.[23]
- 2005 - 47º Prêmio Jabuti, pela tradução do livro de Büchner: na pena e na cena.[10]